# Okręg Skrapar
Okręg Skrapar (alb. rrethi i Skraparit) – jeden z trzydziestu sześciu okręgów administracyjnych w Albanii; leży w środkowej części kraju, w obwodzie Berat. Liczy ok. 19 tys. osób (2008) i zajmuje powierzchnię 775 km². Jego stolicą jest Çorovoda.
W skład okręgu wchodzi dziesięć gmin: dwie miejskie (alb. Bashkia) Çorovodë i Poliçan, oraz osiem wiejskich Bogovë, Çepan, Gjerbës, Leshnjë, Potom, Qendër, Vendreshë, Zhepë.